# 鍼灸専門学校
鍼灸専門学校（しんきゅうせんもんがっこう）は、はり師・きゅう師（一部ではあん摩マッサージ指圧師）を養成するための鍼灸教育（一部では按摩マッサージ指圧教育を含める）を行う専門学校の総称である。

## 概要
全日制・定時制（一部）があり、修業年限が3年である。専門教育の中では、鍼灸（一部では按摩マッサージ指圧を含める）に関する講義だけでなく、医療処置や鍼・灸技術に関する実技演習（一部では按摩、マッサージ、指圧技術に関する実技演習を行う所もあり）や、治療院実習などが多いことも特徴である。
卒業と共にはり師国家試験・きゅう師国家試験（一部ではあん摩マッサージ指圧師国家試験）の受験資格が得られ、試験に合格することではり師・きゅう師（あん摩マッサージ指圧師）になることができる。

## 設置主体による学校の種類

### 国立
国立の機関にある養成課程は、学校教育法に基づく 専修学校専門課程（高卒相当3年制）及び専修学校高等課程（中卒5年制）の認可を得ている。
- 北海道
  - 国立函館視覚障害センター
- 栃木県
  - 国立塩原視覚障害センター
- 埼玉県
  - 国立障害者リハビリテーションセンター更生訓練所就労移行支援
  - 国立障害者リハビリテーションセンター更生訓練所就労移行支援
- 兵庫県
  - 国立神戸視覚障害センター
- 福岡県
  - 国立福岡視覚障害センター

### 私立
学校法人による学校は、以下のとおりである。
- 北海道
  - 札幌青葉鍼灸専門学校(札幌市中央区)
  - 日本工学院北海道専門学校(登別市)
  - 北海道鍼灸専門学校鍼灸科(札幌市西区)
  - 北海道ハイテクノロジー専門学校(恵庭市)
- 岩手県
  - 盛岡医療福祉専門学校(盛岡市)
- 宮城県
  - 赤門鍼灸柔整専門学校(仙台市青葉区)
  - 東日本医療専門学校(仙台市太白区)
  - 仙台青葉服飾・医療福祉専門学校(仙台市青葉区)
- 福島県
  - 福島医療専門学校(郡山市)
  - 国際メディカルテクノロジー専門学校(郡山市)
- 群馬県
  - 育英メディカル専門学校(前橋市)
- 埼玉県
  - 浦和専門学校（さいたま市浦和区）
  - 大川学園医療福祉専門学校鍼灸学科（飯能市）
  - 東洋医療福祉専門学校（吉川市）
  - 呉竹医療専門学校（さいたま市大宮区）
- 東京都
  - アルファ医療福祉専門学校(町田市)
  - お茶の水はりきゅう専門学校(文京区)
  - 国際鍼灸専門学校(葛飾区)
  - 新宿鍼灸柔整専門学校ヒューマンサイエンス鍼灸学科 (新宿区)
  - 首都医校鍼灸学科(新宿区)
  - 中央医療学園専門学校(荒川区)
  - 東京医療専門学校(新宿区)
  - 東京医療福祉専門学校(中央区)
  - 東京衛生学園専門学校(東京都大田区)
  - 東京メディカル・スポーツ専門学校(江戸川区)
  - 東洋鍼灸専門学校(新宿区)
  - 日本医学柔整鍼灸専門学校(新宿区)
  - 人間総合科学大学鍼灸医療専門学校(旧早稲田医療)(新宿区)
  - 日本健康医療専門学校(台東区)
  - 早稲田速記医療福祉専門学校(豊島区)
  - 日本鍼灸理療専門学校(渋谷区)
  - 了徳寺学園医療専門学校(墨田区)
  - 日本工学院八王子専門学校(八王子市)
- 神奈川県
  - 神奈川衛生学園専門学校(小田原市)
  - 神奈川柔道整復専門学校(相模原市)
  - 呉竹鍼灸柔整専門学校(横浜市港北区)
  - 湘南医療福祉専門学校(横浜市戸塚区)
  - 横浜医療専門学校(横浜市神奈川区)
- 千葉県
  - 関東鍼灸専門学校(千葉市美浜区)
- 新潟県
  - 国際メディカル専門学校(新潟市中央区)
  - 新潟リハビリテーション専門学校(村上市)
- 長野県
  - 信州医療福祉専門学校(長野市)
- 石川県
  - 石川医療技術専門学校(金沢市)
- 静岡県
  - 静岡医療学園専門学校(静岡市駿河区)
  - 専門学校白寿医療学院(伊豆の国市)
  - 専門学校浜松医療学院(浜松市浜北区)
  - 常葉学園医療専門学校(浜松市)
  - 浜松医療福祉専門学校(浜松市中区)
  - 東海医療学園専門学校(熱海市)
  - 東海リハビリテーション専門学校(静岡市駿河区)
- 岐阜県
  - 岐阜保健短期大学医療専門学校(岐阜市)
- 愛知県
  - 名古屋医専鍼灸学科(名古屋市中川区)
  - 中和医療専門学校(稲沢市)
  - 名古屋平成看護医療専門学校(名古屋市千種区)
  - 名古屋鍼灸学校(名古屋市中川区)
  - 名古屋医健スポーツ専門学校(名古屋市中区栄)
- 三重県
  - ユマニテク東洋医療専門学校(四日市)
- 京都府
  - 京都医健専門学校(京都市中京区)
  - 京都仏眼鍼灸理療専門学校(京都市東山区)
- 大阪府
  - 日本統合メディカル専門学校(大阪市中央区)
  - 大阪凰林医療学院鍼灸学科(大阪府)
  - 大阪ハイテクノロジー専門学校(大阪市淀川区)
  - 関西医療学園専門学校(大阪市住吉区)
  - 大阪医専鍼灸学科(大阪市北区)
  - 国際東洋医療鍼灸学院(岸和田市)
  - 東洋医療専門学校(大阪市淀川区)
  - 平成医療学園専門学校鍼灸学科(大阪市北区)
  - 大阪医療技術学園専門学校(大阪市北区)
  - 明治東洋医学院専門学校鍼灸学科(吹田市)
  - 森ノ宮医療学園専門学校(大阪市東成区)
  - 行岡鍼灸専門学校鍼灸科(大阪市北区)
  - 履正社医療スポーツ専門学校鍼灸学科(大阪市淀川区)
- 兵庫県
  - 神戸医療福祉専門学校(神戸市中央区)
  - 神戸東洋医療学院 (神戸市中央区)
  - 兵庫鍼灸専門学校(神戸市中央区)
- 岡山県
  - 朝日医療専門学校　岡山校(岡山市北区)
- 広島県
  - IGL医療専門学校(広島市安佐南区)
  - 朝日医療専門学校　広島校(広島市西区)
- 香川県
  - 四国医療専門学校(綾歌郡宇多津町)
- 愛媛県
  - 愛媛医療福祉専門学校(松山市)
- 福岡県
  - 福岡天神医療リハビリ専門学校(福岡市中央区)
  - 福岡医健専門学校鍼灸科(福岡市博多区)
  - 福岡柔道整復専門学校(福岡市早良区)
- 佐賀県
  - 九州環境福祉医療専門学校(鳥栖市)
- 長崎県
  - こころ医療福祉専門学校健康鍼灸科(長崎市)
  - 長崎柔鍼スポーツ専門学校(長崎市)
- 大分県
  - 大分医学技術専門学校(大分市)
- 宮崎県
  - 九州保健福祉大学総合医療専門学校(宮崎市)
- 鹿児島県
  - 鹿児島鍼灸専門学校(鹿児島市)
  - 鹿児島第一医療リハビリ専門学校(霧島市)

## 関連人物
- 小林三剛 - 関東鍼灸専門学校を経営
- 米山博久 - （現森ノ宮医療学園専門学校）校長を務めた
- きくち教児 - 中和鍼灸専門学校を卒業し、鍼灸師資格取得。
- 戸井田カツヤ - 両国柔整鍼灸専門学校柔整科卒業(日本大学法学部経営法学科)
- 小曽戸洋 - 東京高等鍼灸専門学校卒業
- 掃骨鍼法 - 明治鍼灸専門学校（現 明治東洋医学院専門学校）卒業
- 中洲ヨースケ - 鍼灸専門学校に通う
- 名寄岩静男 - 鍼灸師になるべく両国 (墨田区)の専門学校に通っていた
- つボイノリオ - 鍼灸師の専門学校に通い、資格を取得
- 苫米地鉄人 - IGL医療専門学校に進学
- 間中喜雄 - 東洋針灸専門学校長歴任
- 河野徳良 - 日本鍼灸理療専門学校
- 高柳信也 - 脱サラ後、明治東洋医学院専門学校鍼灸科に